# محمد بن عبد الملك آل الشيخ
محمد بن عبد الملك بن عبد الله آل الشيخ، وزير دولة وعضو مجلس الوزراء ومجلس الشؤون الاقتصادية والتنمية، تولى سابقاً رئاسة مجلس إدارة الهيئة السعودية للملكية الفكرية ورئاسة هيئة السوق المالية، ووزارة الصحة بالوكالة، والهيئة العامة للرياضة.

## التعليم
ولد محمد آل الشيخ في مدينة الطائف بتاريخ 6 جمادى الآخرة 1389 هـ، وحصل على شهادة البكالوريوس من جامعة أم القرى تخصص شريعة قسم القضاء، ثم حصل على درجة الماجستير في تخصص القانون من كلية الحقوق بجامعة هارفرد.

## أعماله
- عمل في الإدارة القانونية بالبنك الدولي من عام 1998 إلى 2000.
- عمل في أحد المكاتب القانونية بمدينة نيويورك من عام 2001 إلى 2003.
- في عام 2003 عاد إلى المملكة العربية السعودية وعمل في مجال الاستشارات القانونية حتى عام 2012.
- في شهر سبتمبر من عام 2012 عين عضواً مجلس إدارة تنفيذي وممثل للمملكة العربية السعودية في البنك الدولي بواشنطن.
- عضو مجلس إدارة المنظمة الدولية للهيئات المشرفة على الأسواق المالية.
- وفي تاريخ 24 ربيع الأول 1434 هـ الموافق 5 فبراير 2013 صدر أمر ملكي يقضي بتعينه رئيساً لمجلس هيئة السوق المالية.[2]
- 3 ربيع الثاني 1436 هـ الموافق 24 يناير 2015 صدر أمر ملكي بتعيينه وزير دولة وعضواً بمجلس الوزراء، كما صدر أمر ملكي بتعيينه عضواً بمجلس الشؤون الاقتصادية والتنمية.[1]
- 22 جمادى الثانية 1436 هـ الموافق 11 أبريل 2015 صدر أمر ملكي بتكليفه بالقيام بعمل وزير الصحة،[3] واستمر في المنصب حتى 10 رجب 1436 هـ 29 أبريل 2015 [4]
- صدر أمر ملكي بتعينه رئيس الهيئة العامة للرياضة بتاريخ 25 رجب 1438 هـ الموافق 22 أبريل 2017.[5]
- رئيس مجلس إدارة الهيئة السعودية للملكية الفكرية من 13 نوفمبر 2020م إلى ديسمبر 2024م.[6]